# Eclipsa de Lună din 15 iunie 2011
Eclipsa de Lună de la 15 iunie 2011 a fost cea mai mare eclipsă de Lună din ultimii 100 de ani. A fost prima eclipsă totală de Lună din anul 2011, făcând parte din seria Saros 130, următoarea producându-se în 10 decembrie (Saros 135).
S-a produs în urmă cu 13 ani, 283 zile.

## Caracteristici

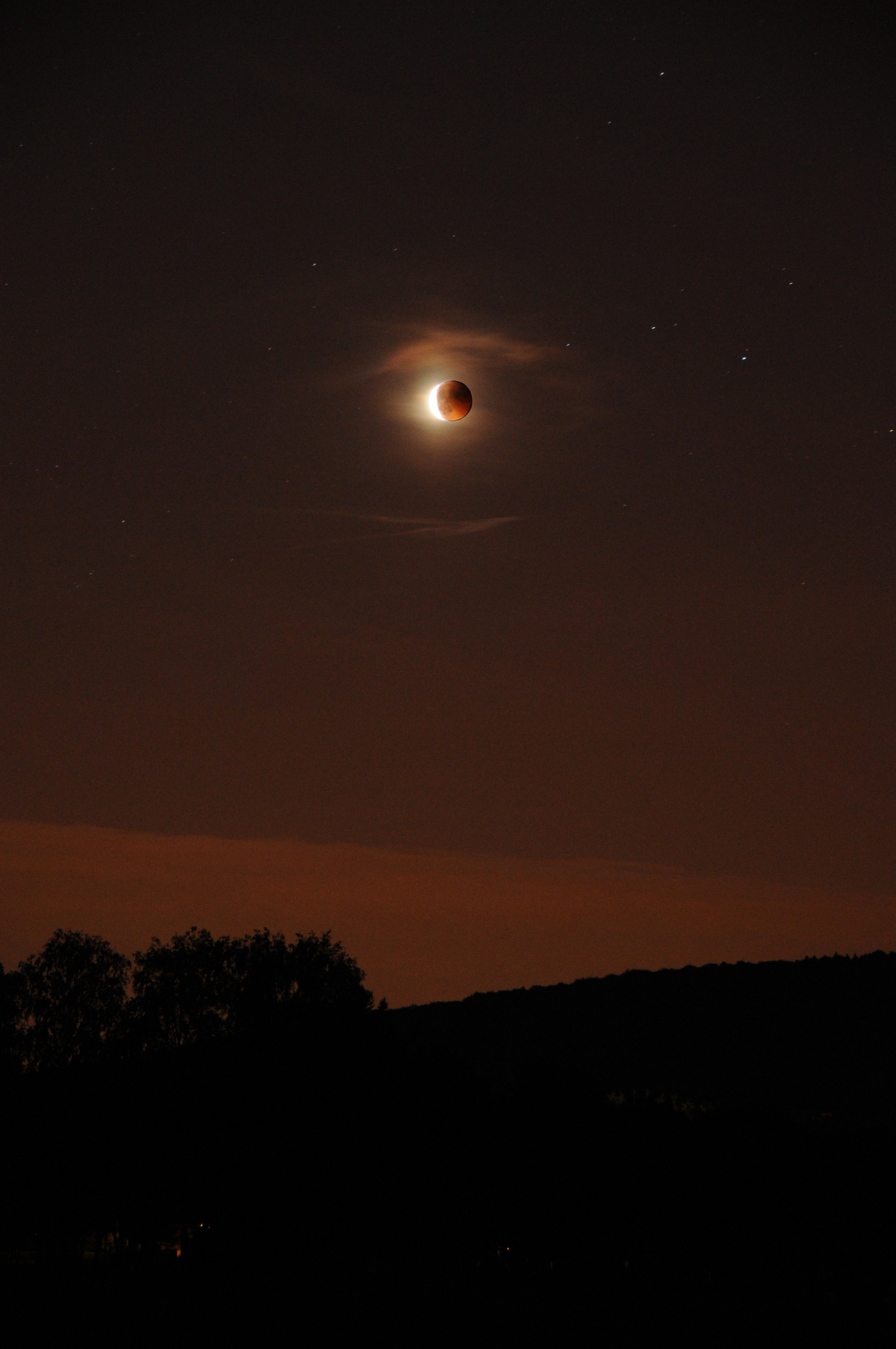
Eclipsa de Lună din 15 iunie 2011 văzută din preajma localității franceze Évette-Salbert, în Franche-Comté.

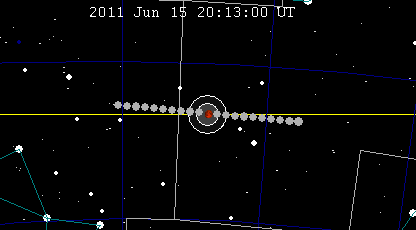
Mișcarea orară a Lunii în constelația Ophiuchus.

Caracteristicile acestei eclipse sunt următoarele:
- Durate maxime:
  - Totalitate: 1 h 40 min 52 s
  - Parțială: 3 h 39 min 58 s
  - Penumbrală: 5 h 39 min 10 s

## Vizibilitate

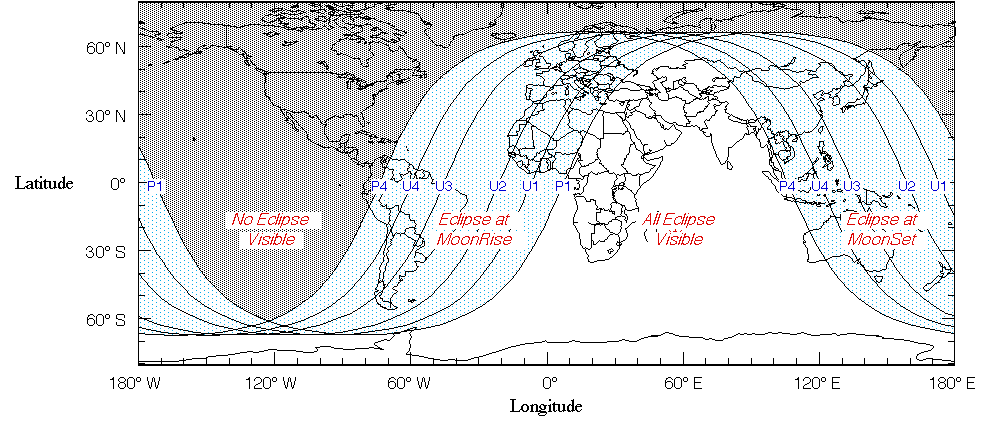
Harta vizibilității acestei eclipse.

Eclipsa a fost vizibilă, în totalitate, din Africa și din Asia Centrală, vizibilă la răsăritul Lunii în America de Sud, Africa de Vest și în Europa, și vizibilă la apusul Lunii în Asia Orientală. În vestul Asiei, în Australia și în Filipine, eclipsa a fost vizibilă chiar înainte de răsăritul Soarelui.

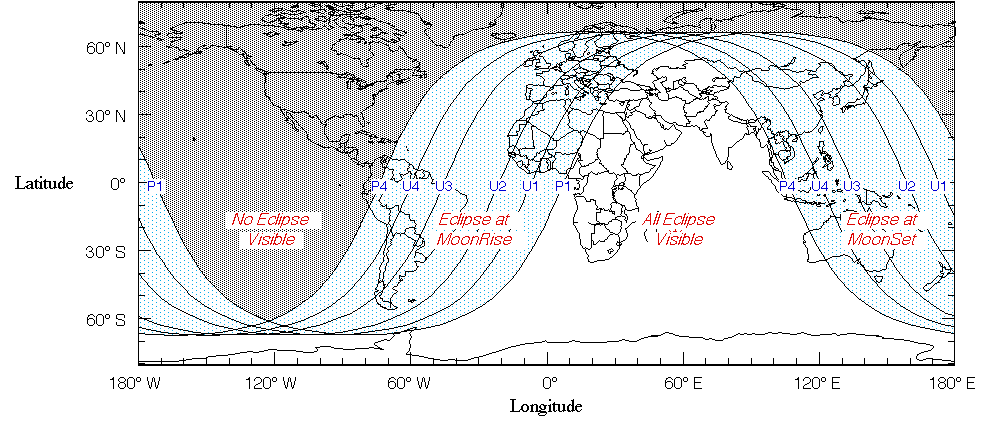
Harta vizibilitatii
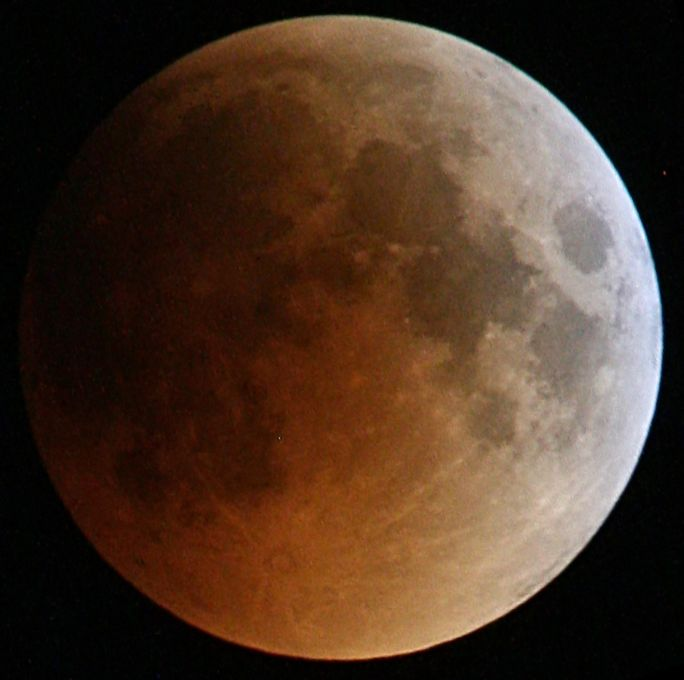
Eclipsa de luna vazuta din Tanzania